# 弗里茨·贡斯特
弗里茨·贡斯特（德語：Fritz Gunst，1908年9月22日—1992年11月9日），德国男子水球运动员。他曾代表德国参加1928年、1932年和1936年夏季奥林匹克运动会水球比赛，获得一枚金牌和二枚银牌。